# نيكولا رادولوفيتش (لاعب كرة قدم)
نيكولا رادولوفيتش هو لاعب كرة قدم صربي في مركز الوسط، ولد في 25 فبراير 1993 في بلغراد في صربيا. لعب مع أكاداميك صوفيا وسسكا صوفيا ونادي سبارتاك فارنا ونادي ياغودينا.

## وصلات خارجية
- نيكولا رادولوفيتش (لاعب كرة قدم) على موقع قاعدة بيانات كرة القدم.إي يو (الإنجليزية)
- نيكولا رادولوفيتش (لاعب كرة قدم) على موقع Soccerway.com (الإنجليزية)